# Michael McKevitt
Michael McKevitt (4 septembre 1949 - 2 janvier 2021) est un républicain irlandais, leader de l'Armée républicaine irlandaise véritable.